# Ladmovce
Ladmovce este o comună slovacă, aflată în districtul Trebišov din regiunea Košice. Localitatea se află la altitudinea de 106 m deasupra n.m., se întinde pe o suprafață de 11,32 km2 și în 2017 număra 314 locuitori.

## Istoric
Localitatea Ladmovce este atestată documentar din 1298.

## Demografie
| An:                | 1994 | 2004   | 2014   | 2024   |
| ------------------ | ---- | ------ | ------ | ------ |
| Număr de persoane: | 389  | 356    | 325    | 305    |
| Diferență:         |      | −8,48% | −8,70% | −6,15% |

| An:                | 2023 | 2024   |
| ------------------ | ---- | ------ |
| Număr de persoane: | 306  | 305    |
| Diferență:         |      | −0,32% |